# Nesticus constantinescui
Nesticus constantinescui är en spindelart som beskrevs av Margareta Dumitrescu 1979. Nesticus constantinescui ingår i släktet Nesticus och familjen grottspindlar.
Artens utbredningsområde är Rumänien. Inga underarter finns listade i Catalogue of Life.